# Li Keqiang
Li Keqiang, född 1 juli 1955 i Dingyuan, Anhui, död 27 oktober 2023 i Shanghai, var en kinesisk kommunistisk politiker på ledande nivå. Han var Folkrepubliken Kinas premiärminister från 15 mars 2013 till 11 mars 2023.

## Bakgrund
Li Keqiang tillhörde den generation av kinesiska ledare som fick ägna sig åt fysiskt arbete under kulturrevolutionen och som fick en utbildning först i reformperiodens början, den s.k. "1977 års kull" (som trots namnet egentligen började undervisningen 1978) som senare hade ett stort inflytande i Kina. Han studerade då juridik vid Pekinguniversitetet 1978–1982.

## Karriär

### Ungdomsförbundet (1982–1998)
Li kom med i det kommunistiska ungdomsförbundets ledarskikt 1982, då han blev ordförande för förbundsavdelningen vid Pekinguniversitetet och därmed även fick en plats i förbundsstyrelsen. I förbundsstyrelsen var han först ansvarig för skolavdelningen 1983, sedan biträdande medlem av sekretariatet 1983–1985, full medlem av sekretariatet 1985–1993 och slutligen förste sekreterare i sekretariatet 1985–1993.
Han var nära allierad med den tidigare partiledaren Hu Jintao och räknades därför ofta till "ungdomsförbundsfraktionen" (tuanpai) inom kommunistpartiet.
Under perioden 1988–1994 studerade han ekonomi vid Pekinguniversitetet och uppnådde till slut en doktorsgrad i ämnet. Han hade därmed meriter i både juridik och ekonomi.

### Provinspolitik (1993–2007)
Li blev 1998 vice partisekreterare och tillförordnad guvernör i Henan, från 1999 fullvärdig guvernör. År 2002 befordrades han även till partisekreterare för samma provins, och höll både partisekreterar- och guvernörsämbetena fram till 2003. Han var under den här perioden Kinas yngste partisekreterare på provinsnivå. I Henan gjorde han sig känd för sina framgångar i den ekonomiska uppbyggnaden av den fattiga provinsen, men han var också delaktig i mörkläggningen av en lokal aids-epidemi, som orsakats av felaktig hantering av hiv-smittat blod.
Han valdes 2004 till partisekreterare för Liaoning, där han stannade till 2007.

### Rikspolitik (2007–2013)
När Li valdes in i politbyråns ständiga utskott i oktober 2007 spekulerades det inledningsvis att Hu Jintao utsett honom som efterträdare som generalsekreterare för kommunistpartiet. Vid Nationella folkkongressen året därpå blev han dock utnämnd till Folkrepubliken Kinas förste vice premiärminister med ansvar för Nationella kommissionen för utveckling och reform, vilket var ett tecken på att han skulle skolas in som Wen Jiabaos efterträdare som premiärminister.

### Premiärminister (2013–2023)
På Kommunistpartiets 18:e kongress 2012 befordrades Li till stol nummer 2 i politbyråns ständiga utskott, med bara partiledaren Xi Jinping ovanför sig. Redan detta gjorde Li till Kinas näst mäktigaste person. Exakt vilka arbetsuppgifter han skulle få i den nya ledningen bekräftades till slut på den 12:e Nationella folkkongressen 2013, då han valdes till Folkrepubliken Kinas premiärminister.
Premiärministern är begränsad till två femåriga mandatperioder. Li kunde alltså som längst sitta till 2023.
Li uppmanade till insatser för att förhindra och kontrollera coronaviruspandemin. Sedan januari 2020 hade han ansvaret för förebyggande och kontroll av epidemin.

## Privatliv
Li var gift med Cheng Hong, professor vid Pekings universitet. Hennes far var en gång vice sekreterare i kommunistiska ungdomsförbundets centralkommitté.